# Zou de Sono-man nog komen?
Zou de Sono-man nog komen? is een hoorspel van Dick Walda. De VARA zond het uit op zaterdag 17 januari 1970, met medewerking van de slagwerker Kees Kranenburg jr. De regisseur was Ad Löbler. De uitzending duurde 45 minuten.

## Rolbezetting
- Huib Orizand (vader Peising)
- Eva Janssen (moeder)
- Tine Medema (opoe)
- Gerrie Mantel (Rika)
- Nel Snel (buurvrouw Dua)
- Willy Ruys (de dokter)
- Hans Karsenbarg (de commentator)

## Inhoud
De Sono-man is een figuur die alleen kan bestaan in de verbeelding van mensen die ten einde raad zijn, zoals de leden van het gezin Peising in dit geval. De Sono is een ondermaatse heiland, een reclamesint. Dat hem de “schenkende deugd” wordt toegedicht, ligt aan de situatie waarin de Peisings zich bevinden. Die situatie hangt weer samen met de ongelukkige behuizing en met het feit dat beatmuziek keihard moet klinken vanwege het psychedelische effect. De muren zijn dun, de muziek raast en tiert. Moeder is over haar zenuwen heen, oma prijst haar doofheid, vader loopt paars aan. Op hun manier blijven zij “wachten op Godot”, maar de helper-in-de-nood is in geen velden of wegen te bekennen. Dat is maar goed ook voor de Sono-man, want als de bom zou barsten, was hij nergens meer…